# La Figuerosa
La Figuerosa es una localidad española del municipio de Tárrega, perteneciente a la provincia de Lérida, en la comunidad autónoma de Cataluña.

## Historia
Hacia mediados del siglo XIX, el lugar tenía contabilizada una población de 56 habitantes. La localidad aparece descrita en el octavo volumen del Diccionario geográfico-estadístico-histórico de España y sus posesiones de Ultramar de Pascual Madoz de la siguiente manera:

FIGUEROSA: l. que forma ayunt. con Altet, cap. del distrito municipal, Riudovelles, Cabestañy y Conill, en la prov. de Lérida (6 y 1/2 leg.), part. jud. de Cervera (1 1/2). sit. en un llano, que le combaten los vientos de S. y O., y el clima templado, es saludable. Tiene 11 casas é igl. (Ntra. Sra. de la Asuncion), servida por un cura de nombramiento de S. M. y del ordinario segun los meses, y siempre en concurso general. Tiene por anejos las igl. de Ruidovellas y Conill y al pueblo de Ofegat: contiguo á la igl. se halla el cementerio capaz y ventilado: á 1/4 de hora escaso de dist., en el mismo llano, donde está sit. el pueblo, hay un pequeño santuario, llamado San Marcelino. Confina el térm. N. la Cuadra de Conill; E. Riudovellas; S. Altet, y O. Claravalls. El terreno en general es de mediana calidad, hallándose esparcidos por él árboles de varias clases, como almendros, olivos y algunos nogales. Los caminos locales dirigen á Calaf y Tárrega, el que conduce á este punto en regular estado, y malo el que conduce á aquel. La correspondencia la reciben de Tárrega por un encargado que pasa á esta v. dos veces á la semana. prod.: trigo y patatas, vino y aceite: se mantiene ganado vacuno y mular para las labores del campo, y hay caza de algunas perdices. ind.: un molino harinero. pobl.: 10 vec., 56 alm. cap. imp.: 27,667 rs. contr.: el 14'28 por 100 de esta riqueza. presupuesto municipal: 917 rs. que pagan los vec. de los pueblos que forman el ayunt.
(Madoz, 1847, p. 96)

El municipio de Figuerosa, del que formaban también parte los núcleos de Altet y Riudovelles, con una población de 725 habitantes en 1910 y de 721 habitantes en 1920, desapareció en 1969, al ser incorporado junto con los de Claravalls y Talladell al término municipal de Tárrega.

## Demografía
| Gráfica de evolución demográfica de Figuerosa entre 1842 y 1960 |
| |
| Población de derecho según los censos de población del INE Población de hecho según los censos de población del INEEntre el censo de 1887 y el anterior, aparece este municipio porque cambia de nombre y desaparece el municipio 25502 (Altet) Entre el censo de 1857 y el anterior, este municipio desaparece porque se integra en el municipio 25502 (Altet) Entre el censo de 1970 y el anterior, este municipio desaparece porque se integra en el municipio 25217 (Tárrega) |

En la actualidad pertenece al municipio de Tárrega. En 2022 tenía empadronados 55 habitantes.

## Patrimonio
En la localidad hay una iglesia parroquial bajo la advocación de Nuestra Señora de la Asunción.